# Acrapex ochracea
Acrapex ochracea är en fjärilsart som beskrevs av George Thomas Bethune-Baker 1911. Acrapex ochracea ingår i släktet Acrapex och familjen nattflyn. Inga underarter finns listade i Catalogue of Life.